# Tour de Pologne 2018 – 7. etap
7. etap kolarskiego wyścigu Tour de Pologne 2018 odbył się 10 sierpnia. Start etapu miał miejsce w Termie Bukowina Tatrzańska natomiast meta w Bukowinie Tatrzańskiej. Etap liczył 136 kilometrów.

## Premie
Na 7. etapie były następujące premie:
| Rodzaj | Rodzaj          | Miejscowość (z okazji) | Kilometry (od startu) | Kilometry (do mety) |
| ------ | --------------- | ---------------------- | --------------------- | ------------------- |
|        | Górska (I kat.) | Rzepiska               | 10,7 km               | 125,3 km            |
|        | Górska (I kat.) | Sierockie              | 41,9 km               | 94,1 km             |
|        | Górska (I kat.) | Gliczarów              | 55,2 km               | 80,8 km             |
|        | Górska (I kat.) | Rzepiska               | 79,0 km               | 57,0 km             |
|        | Lotna           | Szaflary               | 102,6 km              | 33,4 km             |
|        | Górska (I kat.) | Sierockie              | 110,2 km              | 25,8 km             |
|        | Górska (I kat.) | Gliczarów              | 123,5 km              | 12,5 km             |

### Wyniki
| Górska – Rzepiska |                 |        |        |
| Miejsce           | Zawodnik        | Zespół | Punkty |
| 1.                | Maciej Paterski | POL    | 10     |
| 2.                | Patrick Konrad  | BOH    | 7      |
| 3.                | Grega Bole      | TBM    | 5      |
| 4.                | Mark Padun      | TBM    | 3      |
| 5.                | Roman Kreuziger | MTS    | 2      |

| Górska – Sierockie |                  |        |        |
| Miejsce            | Zawodnik         | Zespół | Punkty |
| 1.                 | Patrick Konrad   | BOH    | 10     |
| 2.                 | Mikaël Cherel    | ALM    | 7      |
| 3.                 | Roman Kreuziger  | MTS    | 5      |
| 4.                 | José Herrada     | COF    | 3      |
| 5.                 | Aleksiej Łucenko | AST    | 2      |

| Górska – Gliczarów |                  |        |        |
| Miejsce            | Zawodnik         | Zespół | Punkty |
| 1.                 | Patrick Konrad   | BOH    | 10     |
| 2.                 | Aleksiej Łucenko | AST    | 7      |
| 3.                 | Carlos Verona    | MTS    | 5      |
| 4.                 | Valerio Conti    | UAD    | 3      |
| 5.                 | Maciej Paterski  | POL    | 2      |

| Górska – Rzepiska |                   |        |        |
| Miejsce           | Zawodnik          | Zespół | Punkty |
| 1.                | Patrick Konrad    | BOH    | 10     |
| 2.                | José Herrada      | COF    | 7      |
| 3.                | Aleksiej Łucenko  | AST    | 5      |
| 4.                | Jhonatan Restrepo | TKA    | 3      |
| 5.                | Roman Kreuziger   | MTS    | 2      |

| Lotna – Szaflary |                  |        |        |
| Miejsce          | Zawodnik         | Zespół | Punkty |
| 1.               | Jan Bakelants    | ALM    | 3      |
| 2.               | Mikaël Cherel    | ALM    | 2      |
| 3.               | Aleksiej Łucenko | AST    | 1      |

| Górska – Sierockie |                  |        |        |
| Miejsce            | Zawodnik         | Zespół | Punkty |
| 1.                 | Patrick Konrad   | BOH    | 10     |
| 2.                 | Mikaël Cherel    | ALM    | 7      |
| 3.                 | José Herrada     | COF    | 5      |
| 4.                 | Carlos Verona    | COF    | 3      |
| 5.                 | Aleksiej Łucenko | AST    | 2      |

| Górska – Gliczarów |                    |        |        |
| Miejsce            | Zawodnik           | Zespół | Punkty |
| 1.                 | George Bennett     | TLJ    | 20     |
| 2.                 | Sergio Henao       | SKY    | 14     |
| 3.                 | Michał Kwiatkowski | SKY    | 10     |
| 4.                 | Aleksiej Łucenko   | AST    | 6      |
| 5.                 | Thibaut Pinot      | GFC    | 4      |

## Wyniki etapu
| Miejsce | Zawodnik           | Państwo         | Zespół             | Czas       | Bon.  | Pkt. |
| ------- | ------------------ | --------------- | ------------------ | ---------- | ----- | ---- |
| 1.      | Simon Yates        | Wielka Brytania | Mitchelton-Scott   | 3h 37' 17" | -10 s | 20   |
| 2.      | Thibaut Pinot      | Francja         | Groupama-FDJ       | + 12"      | -6 s  | 19   |
| 3.      | Davide Formolo     | Włochy          | Bora-Hansgrohe     | + 12"      | -4 s  | 18   |
| 4.      | Sam Oomen          | Holandia        | Team Sunweb        | + 14"      | —     | 17   |
| 5.      | George Bennett     | Nowa Zelandia   | Team LottoNL-Jumbo | + 14"      | —     | 16   |
| 6.      | Michał Kwiatkowski | Polska          | Team Sky           | + 14"      | —     | 15   |
| 7.      | Enrico Gasparotto  | Włochy          | Bahrain-Merida     | + 14"      | —     | 14   |
| 8.      | Richard Carapaz    | Ekwador         | Movistar Team      | + 16"      | —     | 13   |
| 9.      | Georg Preidler     | Austria         | Groupama-FDJ       | + 16"      | —     | 12   |
| 10.     | Fabio Aru          | Włochy          | UAE Team Emirates  | + 16"      | —     | 11   |

## Klasyfikacje po 7. etapie

### Klasyfikacja generalna
| Miejsce | Zawodnik           | Państwo         | Zespół             | Czas        |
| ------- | ------------------ | --------------- | ------------------ | ----------- |
|         | Michał Kwiatkowski | Polska          | Team Sky           | 24h 23' 54" |
| 2.      | Simon Yates        | Wielka Brytania | Mitchelton-Scott   | + 15"       |
| 3.      | Thibaut Pinot      | Francja         | Groupama-FDJ       | + 20"       |
| 4.      | George Bennett     | Nowa Zelandia   | Team LottoNL-Jumbo | + 24"       |
| 5.      | Dylan Teuns        | Belgia          | BMC Racing Team    | + 27"       |
| 6.      | Georg Preidler     | Austria         | Groupama-FDJ       | + 31"       |
| 7.      | Emanuel Buchmann   | Niemcy          | Bora-Hansgrohe     | + 32"       |
| 8.      | Davide Formolo     | Włochy          | Bora-Hansgrohe     | + 40"       |
| 9.      | Sam Oomen          | Holandia        | Team Sunweb        | + 42"       |
| 10.     | Fabio Aru          | Włochy          | UAE Team Emirates  | + 44"       |

### Klasyfikacja punktowa
| Miejsce | Zawodnik           | Państwo         | Zespół             | Punkty |
| ------- | ------------------ | --------------- | ------------------ | ------ |
|         | Michał Kwiatkowski | Polska          | Team Sky           | 73     |
| 2.      | Pascal Ackermann   | Niemcy          | Bora-Hansgrohe     | 66     |
| 3.      | Dylan Teuns        | Belgia          | BMC Racing Team    | 63     |
| 4.      | Simon Yates        | Wielka Brytania | Mitchelton-Scott   | 59     |
| 5.      | George Bennett     | Nowa Zelandia   | Team LottoNL-Jumbo | 56     |

### Klasyfikacja górska
| Miejsce | Zawodnik         | Państwo       | Zespół                | Punkty |
| ------- | ---------------- | ------------- | --------------------- | ------ |
|         | Patrick Konrad   | Austria       | Bora-Hansgrohe        | 74     |
| 2.      | Łukasz Owsian    | Polska        | CCC Sprandi Polkowice | 57     |
| 3.      | Jan Tratnik      | Słowenia      | CCC Sprandi Polkowice | 50     |
| 4.      | Aleksiej Łucenko | Kazachstan    | Astana Pro Team       | 22     |
| 5.      | George Bennett   | Nowa Zelandia | Team LottoNL-Jumbo    | 20     |

### Klasyfikacja najaktywniejszych
| Miejsce | Zawodnik             | Państwo  | Zespół                | Punkty |
| ------- | -------------------- | -------- | --------------------- | ------ |
|         | Jenthe Biermans      | Belgia   | Team Katusha-Alpecin  | 20     |
| 2.      | Jan Tratnik          | Słowenia | CCC Sprandi Polkowice | 11     |
| 3.      | Jan Bakelants        | Belgia   | Ag2r-La Mondiale      | 7      |
| 4.      | Michał Paluta        | Polska   | CCC Sprandi Polkowice | 6      |
| 5.      | Alessandro De Marchi | Włochy   | BMC Racing Team       | 3      |

### Klasyfikacja drużynowa
| Miejsce | Zespół                     | Państwo         | Czas        |
| ------- | -------------------------- | --------------- | ----------- |
|         | Ag2r-La Mondiale           | Francja         | 73h 19' 02" |
| 2.      | Astana Pro Team            | Kazachstan      | + 47"       |
| 3.      | Team Sky                   | Wielka Brytania | + 3' 28"    |
| 4.      | Quick-Step Floors          | Belgia          | + 4' 00"    |
| 5.      | Cofidis, Solutions Crédits | Francja         | + 6' 23"    |